# Droga krajowa 5
Die Droga krajowa 5 (kurz DK5, pol. für ,Nationalstraße 5‘ bzw. ,Landesstraße 5‘) ist eine Landesstraße in Polen. Sie führt derzeit von Nowe Marzy bei Grudziądz bis Kamienna Góra und stellt eine Nord-Süd-Achse im polnischen Straßenverkehr dar. Sie ist eine Zweigstrecke der Landesstraße 1.
Die Gesamtlänge beträgt 105,1 Kilometer. Inzwischen wurde sie auf einigen Abschnitten durch die Schnellstraße S5 ersetzt. Nach der Fertigstellung der Schnellstraße S5 wird die Landesstraße zwischen Grudziądz und Breslau aus dem Straßennetz verschwinden.

## Geschichte
Zwischen Poznań und Wrocław bildete die DK5 bis 1945 einen Teil der deutschen Reichsstraße 116.
Mit der Reform der Nummerierung aller Landesstraßen wurde die heutige Streckenführung der Landesstraße endgültig am 9. Mai 2001 festgelegt. Bereits in den 1990er Jahren wurde die Umgehung von Świecie gebaut und als Schnellstraße S5 beschildert. Der alte Verlauf der Landesstraße wurde abgestuft. In den 2000er Jahren erfolgte die Fertigstellung der Ortsumgehungen von Szubin und Śmigiel als Teil der Schnellstraße, sodass der Verlauf der Landesstraße dort unterbrochen ist. Zum 1. Januar 2013 wurde die Landesstraße zwischen den Knoten Gniezno-Południe und Poznań-Komorniki nach der Fertigstellung der Schnellstraße S5 vom Knoten Gniezno-Południe bis zum Poznań-Wschód zum Status der Gemeindestraße abgestuft. Nun sind die Gemeinden Łubowo, Pobiedziska und Swarzędz für die Unterhaltung des alten Verlaufs der Landesstraße zuständig. Dagegen legten sie Klagen ein, die abgewiesen wurden. Eine Gesetzesänderung soll erlauben, die Straße zum Status einer Woiwodschaftsstraße aufzustufen und die Verwaltung der Woiwodschaft Großpolen zu übergeben. Dieser Abschnitt ist mittlerweile als Woiwodschaftsstraße 194 gewidmet.
Zum 26. September 2023 wurde die Trasse der Landesstraße 5 bis zur Anschlussstelle Kamienna Góra-Północ mit der Schnellstraße S3 verkürzt. Gleichzeitig wurde der weitere Streckenabschnitt über Kamienna Góra und Lubawka bis zur polnisch-tschechischen Grenze – 14,9 km lang – zum Status der Woiwodschaftsstraße abgestuft.

## Verkehrssicherheit

Zeichen für einen „Schwarzen Punkt“

Die Straße hatte mehrere sogenannte Schwarze Punkte (poln.: czarne punkty; singular czarny punkt). Dies sind Stellen, an welchen es besonders häufig zu Unfällen kommt. Sie befinden sich bei Biskupice, Kościan, Wisznia Mała und Siedlakowice. Die Aufstellung der Schwarzen Punkte begann 1998. Bereits ab 2003 wurden aufgrund mangelnder Aufmerksamkeit der Fahrer keine neuen Schilder mehr aufgestellt. Im Gegensatz dazu wurde das Programm Drogi Zaufania (dt. etwa „Vertrauensstraßen“) von der GDDKiA ausgearbeitet. Im Rahmen dieses Programmes erfolgten ab 2008 auf Stellen mit erhöhter Unfallgefahr entlang der Landesstraße verschiedene Maßnahmen zur Verkehrssicherheit. In der Woiwodschaft Kujawien-Pommern wurde in 20 Ortschaften die Verkehrssicherheit verbessert. Auf dem ganzen Abschnitt der Landesstraße in der Woiwodschaft Großpolen erfolgte der Bau von 14 Fußgängerüberwegen und der Umbau von 34 Kreuzungen.

## Ausbauzustand
Der Ausbauzustand der Landesstraße 5 gliedert sich wie folgt:
| Abschnitt                               | Streifen | Trennstreifen | Bemerkung | durchschn. tägl. Verkehrsstärke 2010 |
| --------------------------------------- | -------- | ------------- | --------- | ------------------------------------ |
| / Nowe Marzy – / Świecie-Morsk          | 2        | nein          |           |                                      |
| Świecie-Dworzysko – Bydgoszcz Północ    | 2        | nein          |           | ~12516                               |
| / Bydgoszcz-Białe Błota – Szubin-Północ | 2        | nein          |           | ~6134                                |
| Wrocław-Północ – Bielany Wrocławskie    | 4        | nein          | städtisch |                                      |
| Bielany Wrocławskie – Kostomłoty        | 4        | ja            | Autobahn  |                                      |
| Kostomłoty – Lubawka                    | 2        | nein          |           | ~5981                                |

## Wichtige Ortschaften entlang der Strecke
- Nowe Marzy
- Świecie
- Wrocław
- Bielany Wrocławskie
- Kąty Wrocławskie
- Strzegom
- Bolków
- Jelenia Góra
- Szklarska Poręba
- Jakuszyce